# جميلة سلطان
الأميرة جميلة سلطان (بالتركية العثمانية: جمیلہ سلطان، وبالتركية الحديثة: Cemile Sultan) ـ (18 أغسطس 1843 ـ 26 فبراير 1915) هي ابنة السلطان العثماني عبد المجيد الأول من زوجته دزددل قادين، والأخت غير الشقيقة للسلاطين محمد السادس ومراد الخامس وعبد الحميد الثاني ومحمد الخامس.
زوجها جلال الدين باشا عمل وزيرا في عهد السلطان عبد العزيز الأول، وتآمر مع مدحت باشا في قتله.
توفيت جميلة سلطان في الآستانة في 26 فبراير 1915، ودُفنت في ضريح والدها السلطان عبد المجيد.